# Leśna Baszta
Leśna Baszta – skała w Dolinie Kluczwody na Wyżynie Olkuskiej, w miejscowości Wielka Wieś, w województwie małopolskim, w powiecie krakowskim, w gminie Wielka Wieś. Znajduje się w dolnej części tej doliny, w zboczu nad lewym brzegiem potoku Wierzchówka. Zbudowana jest z wapieni pochodzących z jury późnej.
Tuż obok Leśnej Baszty, po jej prawej stronie (patrząc od dołu) znajduje się dużo mniejsza skała Przedroślę. Obydwie skały znajdują się w lesie, zaraz powyżej zabudowań na dnie doliny. Na obydwu skałach uprawiana jest wspinaczka skalna. Leśna Baszta ma pionowe, przewieszone lub połogie ściany o wysokości do 25 m. Są w nich filary, kominy i zacięcia. Jest 17 dróg wspinaczkowych o trudnościach od V do VI.4+ w skali Kurtyki. Są też 2 projekty. Wszystkie drogi mają zamontowane stałe punkty asekuracyjne: ringi (r), spity (s) i stanowiska zjazdowe (st).
W Leśnej Baszcie znajdują się trzy niewielkie jaskinie: Meander w Leśnej Baszcie, Nyża w Leśnej Baszcie, Schronisko przed Leśną Basztą.

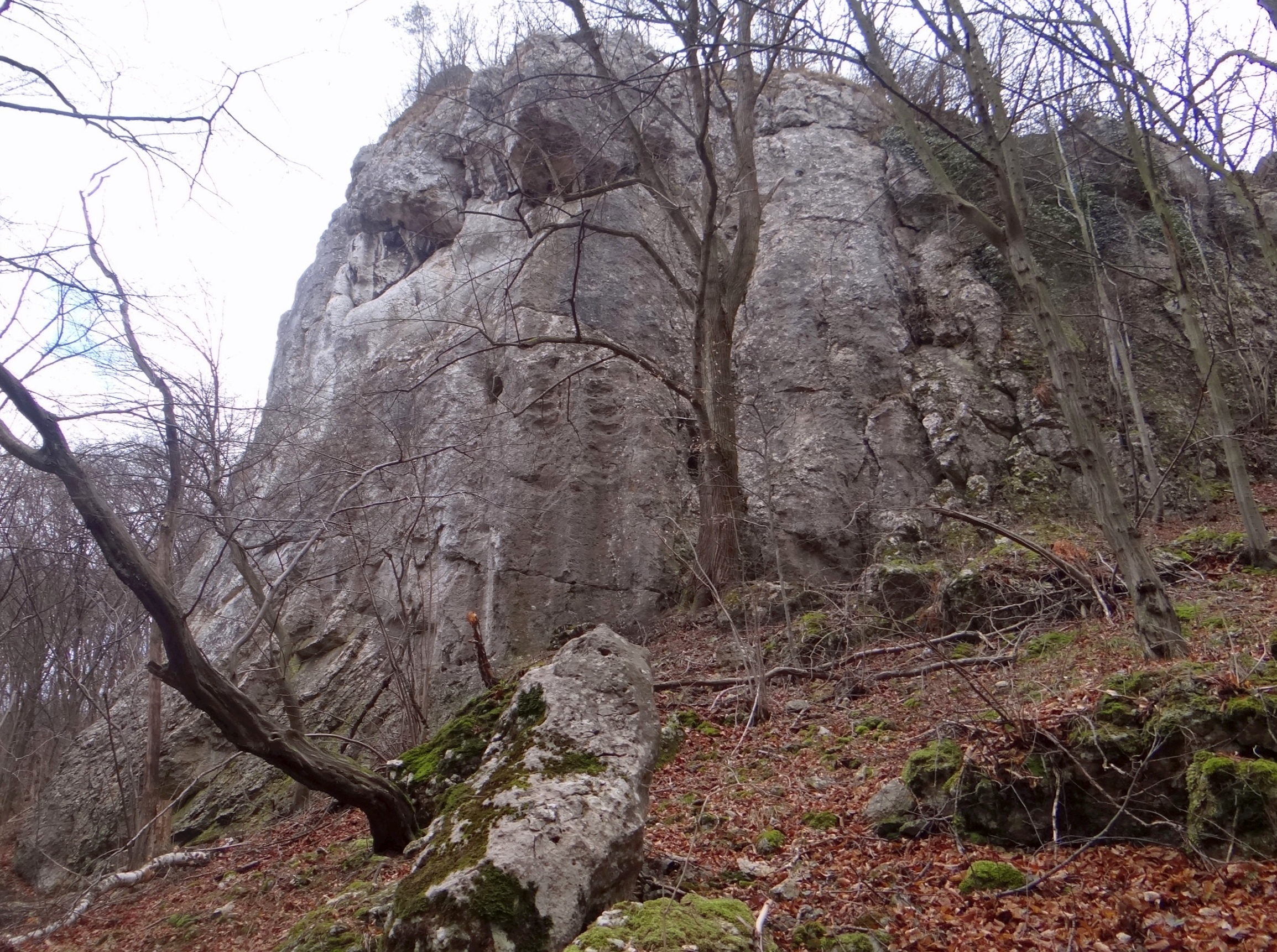
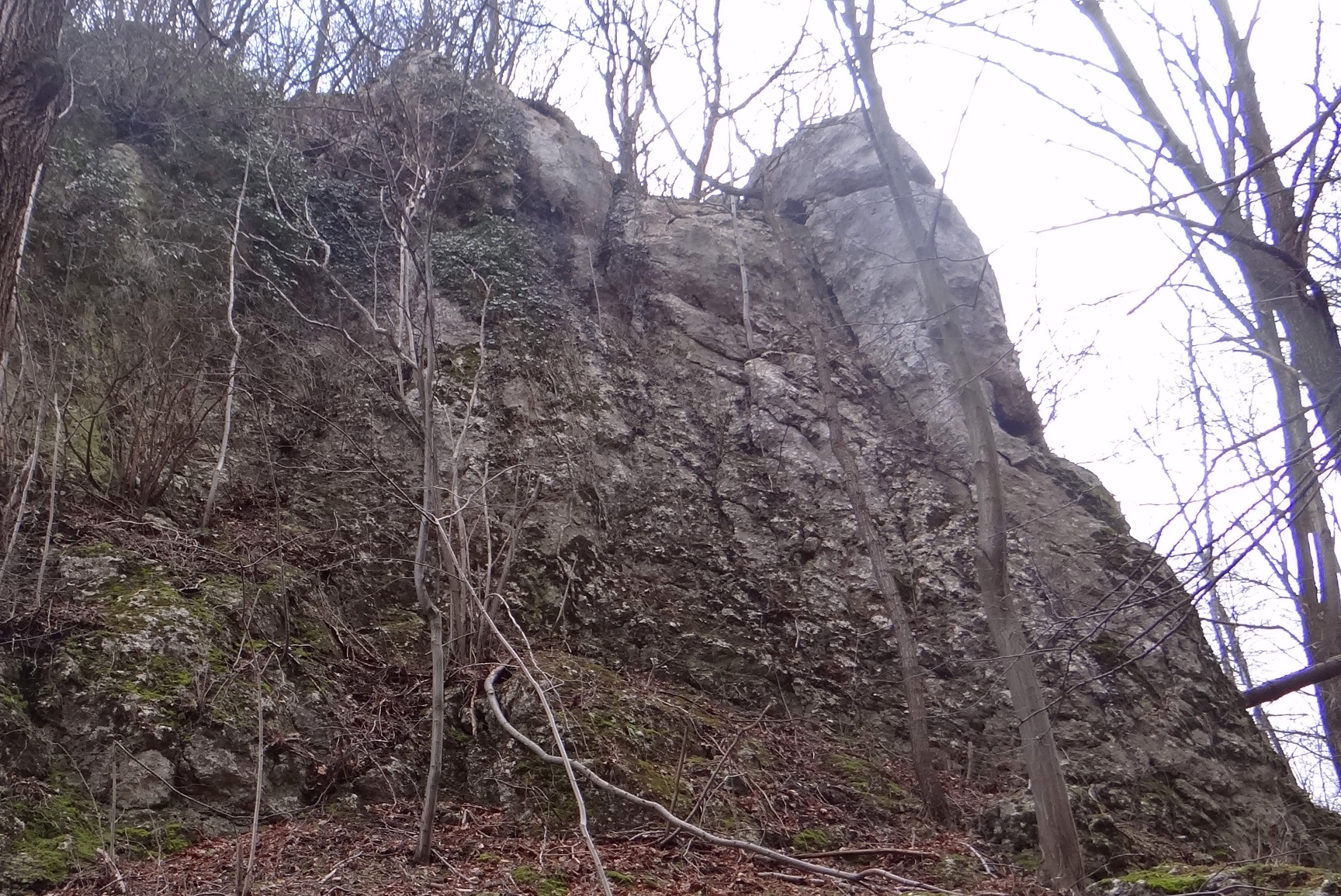
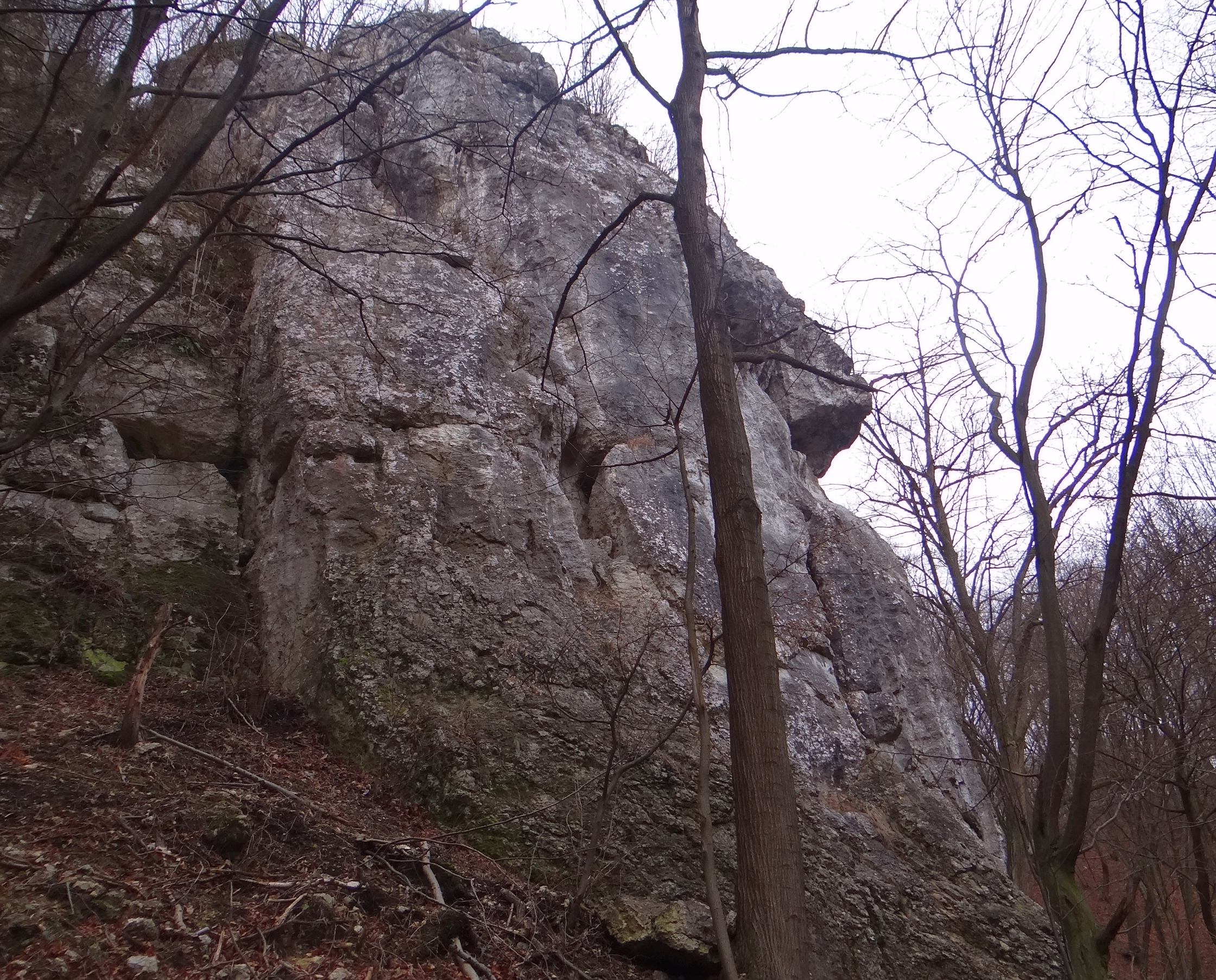
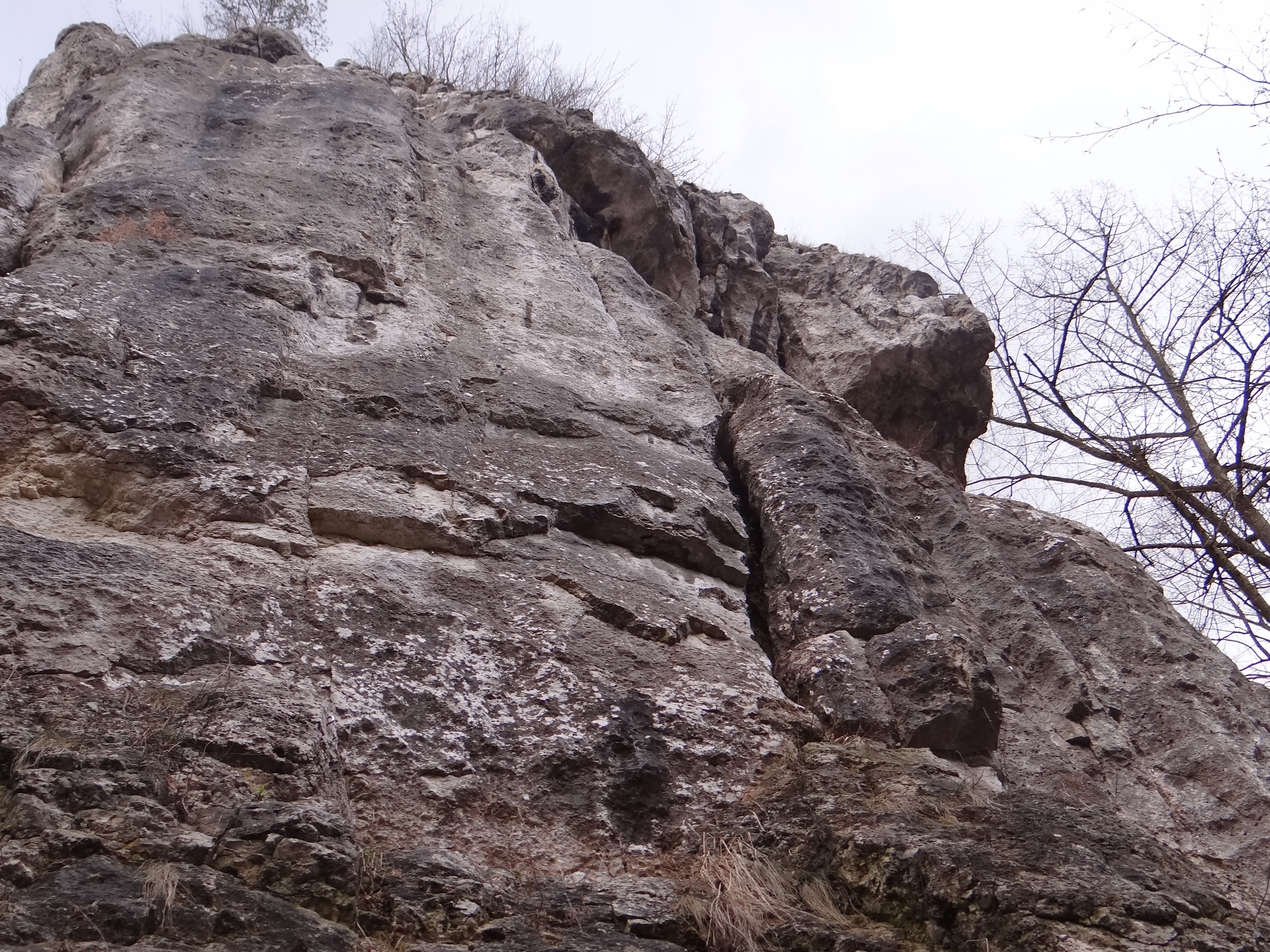

## Drogi wspinaczkowe
1. Skrajna przypadłość; V+, 10r +st, 25 m
2. Alseida; VI.1+/2, 12r +st, 25 m
3. Rozmowy przy wycinaniu lasu; VI.2, 10r +st, 25 m
4. Wolny strzelec; VI.4+, 12r +st, 25 m
5. Stan obelżenia; VI.2+, 19r +st, 25 m
6. Droga Barana; V+, 9r +st, 25 m
7. Akt strzelisty; VI.2, 8r +st, 25 m
8. Droga Barana wprost; VI.1, 8r +st, 25 m
9. Półkomin Kurtyki; VI.1, 10r +st, 25 m
10. Półkomin Malczyka; VI.1, 4r +st, 25 m
11. Mane, tekel, fares; VI.3+, 9r +st, 25 m
12. Zza pach kobiety; VI.1+, 9r +st, 24 m
13. Opium dla ludu; VI.1, 8r +st, 24 m
14. Histeryjka; VI+, 8r +st, 24 m
15. Świetny na wędkę; V+, 6r +1s + st, 24 m
16. Życie dnia każdego; VI+, 7r +st, 23 m
17. Didi & Buba; V, 7r +st, 23 m
18. Projekt; 23 m
19. Projekt; 23 m[3].